# 谢迺绩
谢迺绩（1884年—1955年），字印山，浙江绍兴人，中华民国政治人物、教育家。

## 生平
早年在浙江省立甲种工业学校教书，有学生夏衍、吴觉农等。1927年4月13日担任浙江省玉环县县长，1928年3月5日辞职。之后在绍兴稽山中学担任教训主任。有二子三女（幼女谢蕴珍）。1955年去世。